# Sapina (Fluss)
Die Sapina (deutsch Sapine) ist ein mäandernder Fluss im Nordosten der Woiwodschaft Ermland-Masuren in Ostpreußen. Er ist 47,6 km lang, bis zu 20 m breit und bis zu 1 m tief. Die Wasserstraße verbindet den Gołdapiwo (deutsch Goldapgar-See) mit dem Mamry (deutsch Mauersee).

## Lage
Der Goldapgar-See wird als Quellgebiet der Sapina bezeichnet. Nicht weit davon entfernt befindet sich die Puszcza Borecka (deutsch Borkener Heide), die von einer Herde frei lebender Wisente bewohnt wird. Dort soll sich die eigentliche Quelle der Sapina befinden. Naturforscher glauben, dass er in der Nähe des Dorfes Spytkowo (deutsch Spirgsten, Spiergsten) entspringt. Nach den aktuellen Landkarten verlässt die Sapina den Kruklin (deutsch Kruglinner See) im Norden, durchfließt den Patelnia (deutsch Kleiner Kruglinner See) und den Ort Kruklanki (deutsch Kruglanken) und mündet dann in den Goldapgar-See.
1910 wurde nördlich von Przerwanki (deutsch Przerwanken, 1907 bis 1945 Wiesental) die Przerwanki-Schleuse gebaut. 1949 wieder hergestellt, ermöglicht sie kleinen Schiffen die Fahrt auf der Sapina vom Gołdapiwo (deutsch Goldapgar See) zum Jezioro Wilkus (deutsch Wilkussee). Die Schleuse hat eine Länge von 25 Metern und eine Breite von vier Metern.
Die Schleuse verbindet das Flüsschen mit dem Hauptabfluss des Sees, das weiter durch den Jezioro Wilkus (deutsch Wilkussee) und den kleinen Brżąs (deutsch Braunisch-See, auch Brzunssee) fließt. Es durchströmt den Pozezdrze (deutsch Possessern-See, 1938 bis 1945 Großgartener See) und den Stręgiel (deutsch Großer Strengeln-See) und erreicht bei Ogonki (deutsch Schwenten) den Święcajty (deutsch Schwenzait-See), einem Teil des Mauersees.

## Freizeitnutzung
Die Sapina bietet den Kontakt mit der unberührten Natur. Es sind Biberburgen und Raubvögel, auch Seeadler, zu sehen. Der gesamte Fluss mit seinen Seen ist eine Ruhezone, in der Motorboote nur sehr eingeschränkt verwendet werden dürfen.
Der Bachlauf kann mit Kajaks und streckenweise mit kleinen Segelbooten befahren werden. Die Länge der Segelstrecke beträgt etwa 29 km, sie beginnt am Schwenzait-See und endet am Goldapgar-See. Die Kajakroute erstreckt sich weiter bis zum Kruklinner See (auch Kraukelner See), ist 34 km lang und kann als eintägige oder zweitägige Wandertour mit Übernachtung durchgeführt werden.

## Przerwanki-Schleuse

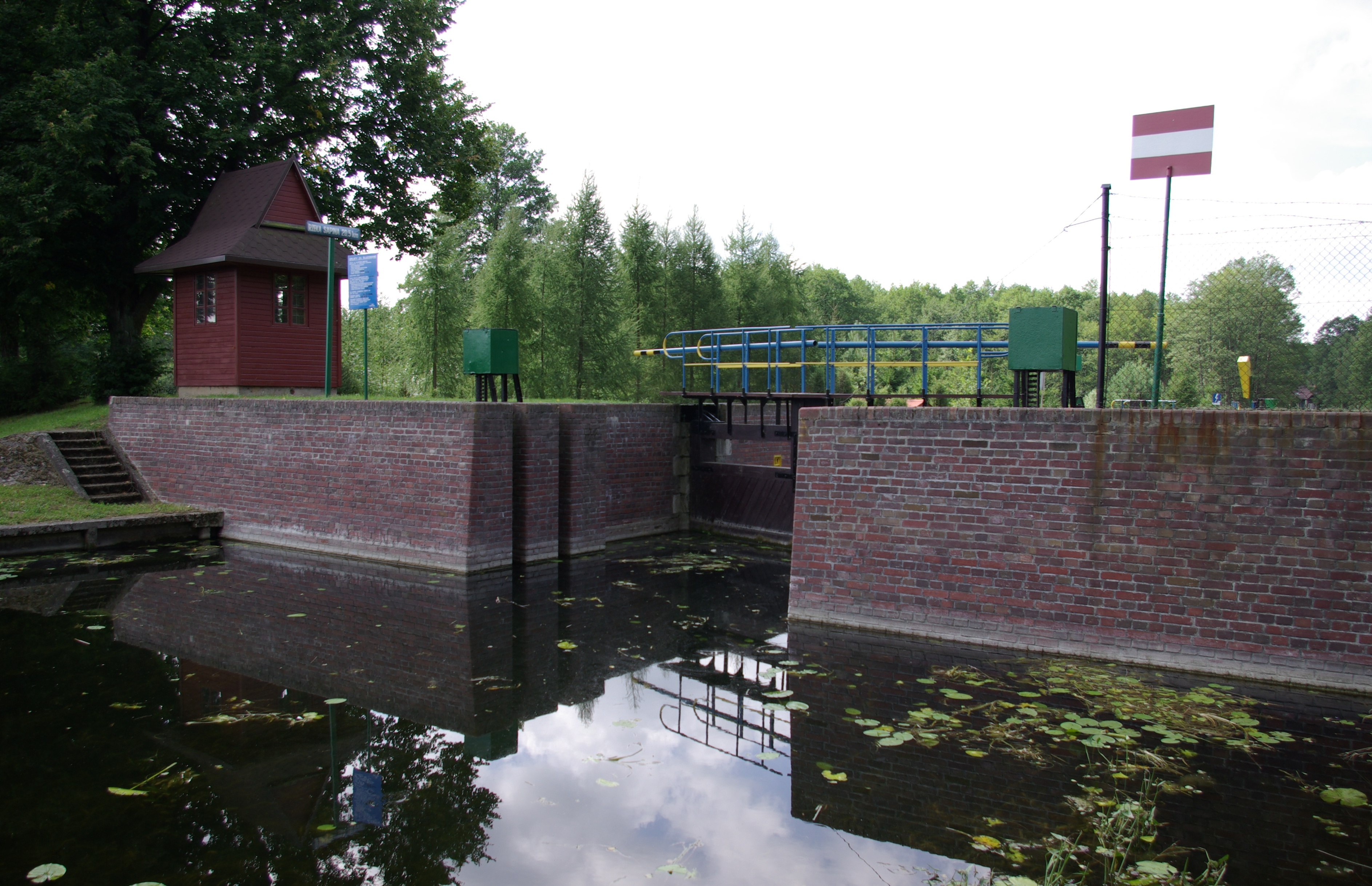
Schleuse Przerwanki

Die Przerwanki-Schleuse wurde bereits 1910 gebaut (neben dem Dorf Przerwanki – Przerwanken, Wiesental). Ihre Aufgabe bestand darin, das Wasser des Goldapgar-Sees aufzustauen, um eine Wasserreserve für den Bedarf des Masurischen Kanals zu schaffen. Die Schleuse ist 25 Meter lang und 4 Meter breit und staut das Wasser bis zu einer Höhe von einem Meter. Es ist die einzige Schleuse in Polen, die an einem Fluss betrieben wird, der nicht einmal den Status einer Wasserstraße der niedrigsten Klasse hat.
Die Schleuse kann von Segelbooten mit einem Tiefgang von bis zu 50 cm genutzt werden. Der Einsatz von Verbrennungsmotoren in der Schleuse ist verboten. Die Bedienung der Schleuse erfolgt von Mai bis Oktober täglich zwischen 9:00 und 17:00 Uhr.
In den 1930er Jahren war geplant, im Zuge von Meliorationsplänen den Bach zu vertiefen und zu begradigen. Ziel war es, nach Fertigstellung des Masurischen Kanals die Regelung des Wasserzu- und -abflusses durch die Einschaltung eines Staubeckens durchzuführen. Dafür war der Goldapgar-See schon viele Jahre vorher vorgesehen und ausgebaut worden.

## Eisenbahnbrücke von Kruglanken

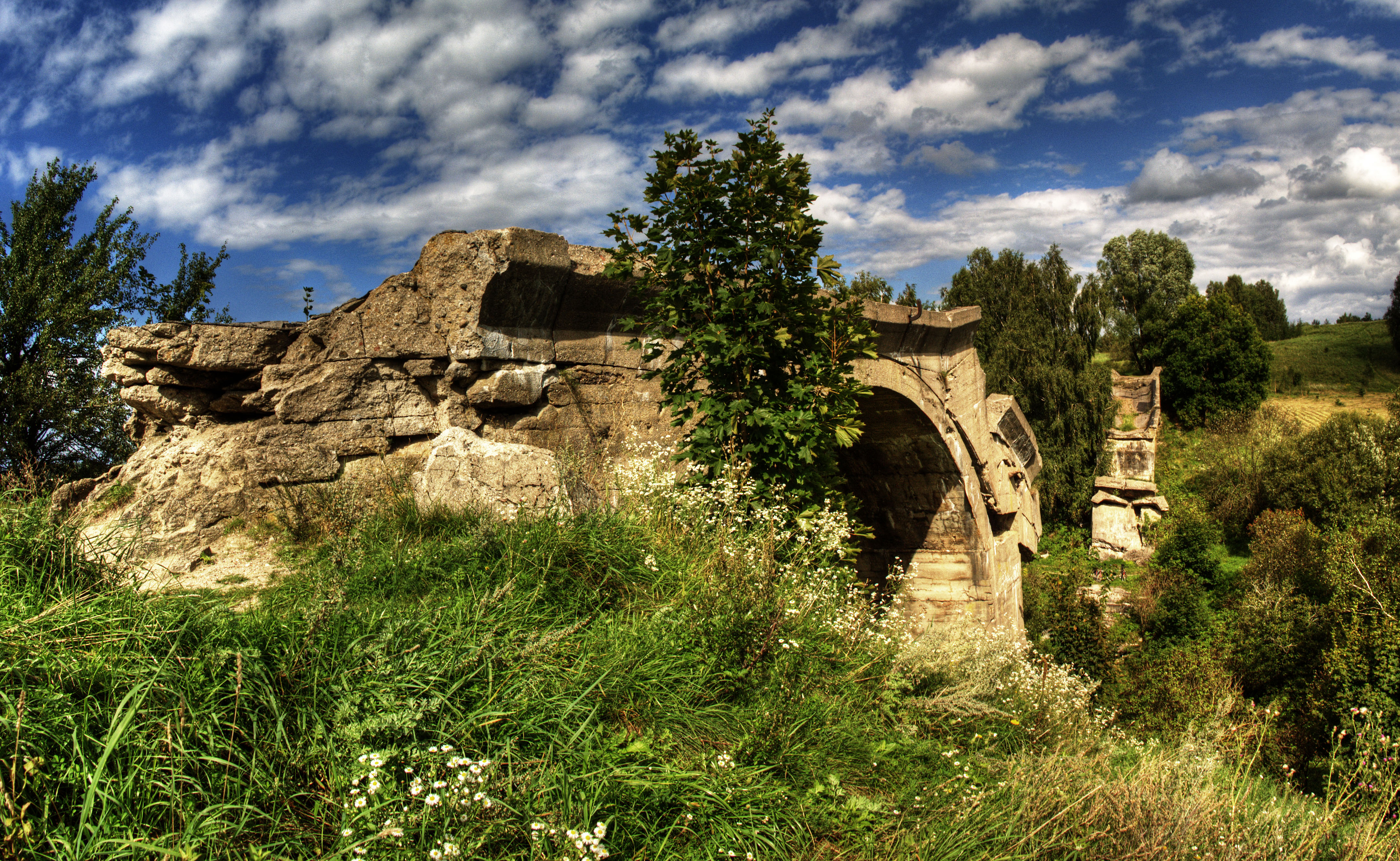
Reste der Eisenbahnbrücke

Im Oberlauf der Sapina überquerte seit dem 15. September 1908 die Bahnstrecke Kruglanken–Marggrabowa (1928 bis 1945: Treuburg) den Bachlauf. Diese verband den nördlichen Teil des Masurische Seengebiets um die Städte Węgorzewo (deutsch Angerburg) und Giżycko (deutsch Lötzen) mit der Kreisstadt Olecko (deutsch Marggrabowa, Treuburg). Die steinerne Bogenbrücke über den Bachlauf bei Kruglanken wurde gegen Ende des Zweiten Weltkrieges gesprengt und nicht mehr instand gesetzt. Ein Wanderweg führt an noch vorhandenen Teilen des gesprengten Bauwerkes vorbei.